# Пуљије (Римини)
Пуљије је насеље у Италији у округу Римини, региону Емилија-Ромања.
Према процени из 2011. у насељу је живело 214 становника. Насеље се налази на надморској висини од 88 м.